# Georg Wilhelm (Pfalz-Zweibrücken-Birkenfeld)

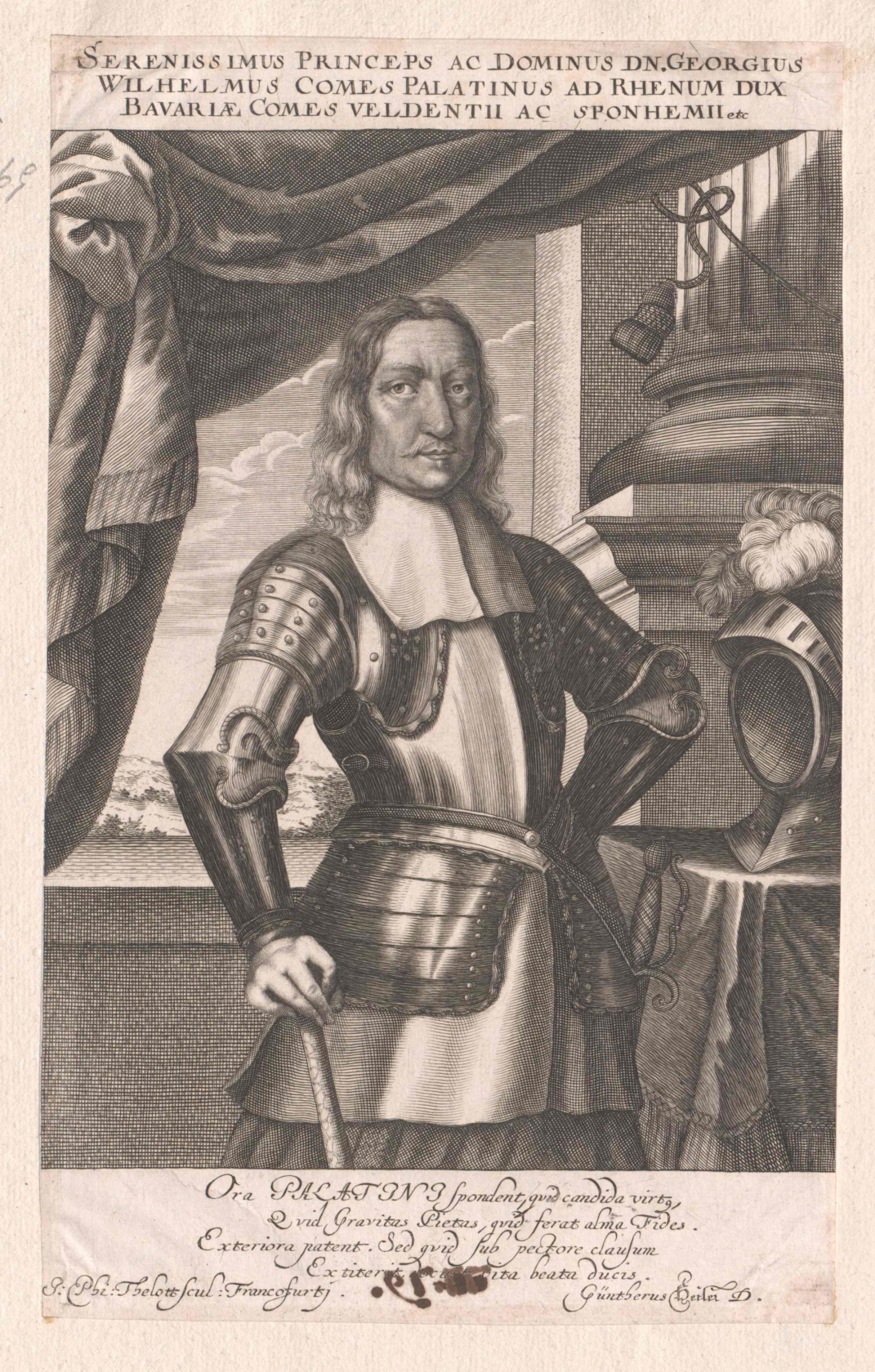
Pfalzgraf und Herzog Georg Wilhelm von Zweibrücken-Birkenfeld

Wappen Georg Wilhelms

Georg Wilhelm von Pfalz-Zweibrücken-Birkenfeld (* 6. August 1591 in Ansbach; † 25. Dezember 1669 in Birkenfeld), Pfalzgraf bei Rhein, Herzog in Bayern, Graf zu Veldenz und Sponheim war Pfalzgraf von Pfalz-Birkenfeld.

## Leben
Georg Wilhelm war der älteste Sohn des Pfalzgrafen Karl I. von Pfalz-Birkenfeld (1560–1600) aus dessen Ehe mit Dorothea (1570–1640), Tochter des Herzogs Wilhelm V. von Braunschweig-Lüneburg.
Georg Wilhelm vollendete den Ausbau des Schlosses Birkenfeld, den sein Vater begonnen hatte und legte 1669 dort den Grundstein für die Burgkapelle. Er galt als sparsamer und umsichtiger Regent, bedingt durch den Dreißigjährigen Krieg konnte er aber nicht viel bewegen. Im Jahr 1666 berief er Günter Heyler als Hofprediger nach Birkenfeld.
Unter dem Gesellschaftsnamen Der Andere wurde er als Mitglied in die Fruchtbringende Gesellschaft aufgenommen.
Gemeinsam mit Markgraf Wilhelm von Baden regierte Georg Wilhelm seit 1616 die Grafschaft Sponheim, in der er die gegenreformatorischen Bestrebungen seines Mitregenten mühsam abwehren konnte.

## Ehen und Nachkommen
Georg Wilhelm heiratete in erster Ehe 1616 in Neuenstein Dorothea (1586–1625), Tochter des Grafen Otto zu Solms-Sonnenwalde und hatte mit ihr folgende Kinder:
- Dorothea Amalie (1618–1635)
- Anna Sophia (1619–1680), Äbtissin in Quedlinburg
- Elisabeth Juliane (1620–1651)
- Maria Magdalena (1622–1689)

⚭ 1644 Fürst Anton Günther I. von Schwarzburg-Sondershausen (1620–1666)
- Klara (1624–1628)
- Karl II. Otto (1625–1671)

⚭ 1658 Gräfin Margarete Hedwig von Hohenlohe-Neuenstein (1625–1676)
Nach dem Tod seiner ersten Frau heiratete er am 30. November 1641 auf Schloss Birkenfeld Juliane (1616–1647), Tochter des Wild- und Rheingrafen Johann zu Salm in Grumbach und Rheingrafenstein. Die Ehe wurde jedoch bereits am 18. November 1642 wieder geschieden, nachdem Juliane am 14. Februar 1642 ein Kind zur Welt gebracht hatte, das offenkundig vor der Eheschließung gezeugt und dessen Vater nicht Georg Wilhelm, sondern Rheingraf Johann Ludwig von Salm-Dhaun war.
Am 8. März 1649 heiratete er in dritter Ehe Gräfin Anna Elisabeth (1603–1673), Tochter des Grafen Ludwig Eberhard zu Oettingen-Oettingen; diese Ehe blieb kinderlos.